# Váci Piroska
Váci Piroska, Börcsökné (Komádi, 1958. március 1. –) válogatott kosárlabdázó. Férje, Börcsök Csaba röplabdázó.

## Pályafutása
1958. március 1-jén született Komádiban. 1976-ban érettségizett a Rudas László Szakközépiskolában. 1980-ban a Testnevelési Főiskolán testnevelő tanári oklevelet szerzett.
1969 és 1976 között a KSI, 1976 és 1980 között a TFSE, 1980 és 1986 illetve 1989 és 1991 között a Tungsram SC játékosa volt. 1987 és 1989 között a belga Knorr Spartac Antwerp kosárlabdázója volt. Edzői Bild Katalin (1971–76), Farkas József (1976–80), Madacsay Miklós (1980–86), Kertész István (1989–90), Rafael Zoltán (1989–90) és Killik Jenő (1989–90) voltak. 1977 és 1981 között 99 alkalommal szerepelt a magyar válogatottban.

## Sikerei, díjai
- Európa-bajnokság
  - 9.: 1981, Olaszország
- Magyar bajnokság
  - bajnok: 1982–83, 1983–84, 1984–85
  - 3.: 1981–82, 1985–86, 1989–90, 1990–91
- Magyar kupa (MNK)
  - győztes: 1981, 1985, 1986
  - 2.: 1982, 1983, 1990
  - 3.: 1976
- Savaria kupa
  - győztes: 1977
- Alba Regia kupa
  - győztes: 1978
- Belga bajnokság
  - 3.: 1987–88
- Ronchetti kupa
  - 3.: 1982, 1984
- Bajnokcsapatok Európa-kupája (BEK)
  - 3.: 1984–85